# Andando Descalzo
Andando Descalzo es una banda de rock argentino formada en el barrio de Mataderos en el año 1995. Su estilo se encuadra en las nuevas tendencias del rock argentino, fusionado con reggae, ska, cumbia y ritmos rioplatenses.

## Historia

### Comienzos
En 1995 un grupo de amigos del sur de la Buenos Aires de Argentina comenzó a reunirse para componer y ensayar. Juani Rodríguez (voz), Maximiliano Suppa (percusión), Pablo Otero (teclados) y Carlos Quinteros (batería) formaron parte de Andando Descalzo desde sus inicios. Por entonces Emiliano de la Encarnación estaba a cargo del bajo y Mauro López de la guitarra . 
Su primera presentación en vivo fue el 3 de noviembre del '95 en un pub de Floresta. A partir de ahí se hicieron presentes por el circuito under del rock porteño. En aquellos años estuvieron muy cerca de Catupecu Machu, compartiendo sala de ensayo y escenarios como Cemento.
Gabriel Ruiz Díaz, bajista de esa banda, colaboró en la grabación del primer demo de Andando Descalzo que contó con temas como Mi Golosina, Pajarito Negro y La Luna.
Hasta la aparición del primer disco la banda circuló por la noche porteña, recorriendo los barrios, en festivales, fechas propias y otras junto a bandas como Las Manos de Filippi, Karamelo Santo, Aztecas Tupro, Villanos, La Cruda y Carmina Burana.

A finales del año 2000, Mauro "el Tano" López decidió dejar la banda y en su lugar se incorporó Ariel Paladino. Por entonces realizaron la primera de una serie de giras por la costa bonaerense.

### Consolidación
A principios de 2002 salió producido por Goy Karamelo en los estudios Kangrejoz Records Andando Descalzo, el primer disco: once tracks, entre los que se encontraban Pantuflas, Sentí Corazón y Luz, tema con el que ese año ganaron el Bombardeo del Demo organizado por el programa Day Tripper de FM Rock and Pop. Por entonces ya circulaba el primer videoclip de la banda del corte No Más.

Dos años más tarde la banda editó su segundo disco Mil Destinos.Producido nuevamente por el cantante de Karamelo Santo, Goy Ogalde, Promediando el 2004 el disco se presentó en El Teatro Colegiales y se incorporó un tema de la banda en un compilado de artistas latinos que circuló por Europa, editado por el sello alemán Übersee Records. 

En 2005 Andando Descalzo fue consagrada como banda revelación en el Chascomús Reggae. Ese mismo año fueron invitados a hacer un minishow en vivo en uno de los programas de rock más escuchados de la radiofonía Argentina: ¿Cuál es? de FM Rock and Pop. La consolidación de la banda se evidenciaba en el aumento de su presencia en los medios y en el mundo del rock.

Al cumplir la primera década juntos grabaron un cd/dvd en vivo en 'l Teatro Colegiales: Diez años y Vivo. En 2006 Mil Destinos fue editado en Europa a través de Übersee Records y la banda formó parte en otro compilado Übersee vs. Europe, que salió a la venta para el mundial de fútbol Alemania 2006.
En esos años la banda empezó a formar parte de los festivales más reconocidos del rock local: desde el Gesell Rock  hasta el Pepsi Music, donde tocaron en diferentes oportunidades compartiendo escenario con Catupecu Machu, Árbol, Kapanga, Karamelo Santo, Ziggy Marley, Los Cafres, Los Pericos, Skatalites, Nonpalidece y Pampa Yakuza, entre otros. Las giras fueron en aumento y así se organizó el primer Bondi Descalzo que desde entonces lleva a los fanes de Buenos Aires a todas las provincias donde se presenta la banda.

### Diversificación musical
En el disco grabado en 2007, Hasta Encontrar, se puso de manifiesto la expansión musical de la banda a través de la incorporación de diversos itmos. Ilógico', corte de difusión, se dio a conocer muy rápidamente a través del videoclip y debido a la frecuencia con la que sonó en Mega 98.3, la FM de rock nacional más escuchada entonces.

Parte de la nueva dinámica que se dio la banda consistió en la realización de un trabajo mucho más minucioso de pre y posproducción. Los siguientes discos se compusieron en una quinta del Gran Buenos Aires: quince días de convivencia dedicados enteramente al nuevo proyecto. 
El nombre del disco editado en 2010 refleja el resultado de esa experiencia: La Quinta Armonía. La incorporación de Federico Salgado en el bajo, con experiencia en jazz, blues, folklore y tango profundizó más el carácter complejo y versátil que adquiría la banda.

El disco se presentó en diversos puntos del país y el corte difusión La Pipa contó con un video que se proyectó por primera vez en Niceto en 2011.

Desde entonces la participación de Andando Descalzo por los lugares de mayor reconocimiento del mundo rock fue en aumento, compartiendo fechas con bandas como el Cuarteto de Nos, No Te Va Gustar, Kapanga, Pampa Yakuza, Los Gardelitos, 4 pesos de propina, Falsa Cubana y La Mancha de Rolando. En 2012 participó en la gira que realizó La Vela Puerca junto a Nonpalidece.

### Andando Descalzo va...
En 2013 salió a la venta Ventanas, disco que llevó un año y medio de trabajo y se presentó en Groove en un evento multitudinario.

Los cortes de difusión del álbum fueron interpretados en vivo en programas de televisión como De 1 a 5, Pura Química y Duro de domar. En 2014 se produjeron los videoclips de los temas Lejos de vos, Cansada y Ventanas. En el show realizado en Vorterix se filmó en vivo el video de Aviador, que cuenta, además, con filmaciones caseras realizadas por el público.

En abril de 2016 sale el CD + DVD "20 Años Andando", festejando las dos décadas de trayectoria artística, grabado en 2015. Grabaron este concierto: Juan Ignacio Rodríguez en la voz, Ariel Paladino en guitarra y coros, Pablo "Bocha" Otero en teclados, Carlos Quinteros en batería, Maximiliano Suppa en percusión y coros, Federico Salgado en bajo, Juan Pablo Pelaez en trompeta, Darío Varela en trombón, Salvador Rodofili en saxo e Ignacio Santos en bandoneón.
El 23 de marzo de 2018 sale el primer adelanto, el sencillo "El Camino" y el 1° de junio sale "Media Vida", álbum compuesto por 11 canciones.
El 26 de abril de 2019 tocan por primera vez en el Teatro Ópera de Buenos Aires y a mediados del 2020 editan el EP "Colaboraciones de invierno", contando con Palo Pandolfo, entre otros invitados.
En febrero de 2021 lanzan la canción "Vas a ver" bajo el sello S-Music. El 19 de mayo lanzan junto a Hilda Lizarazu una canción llamada “Esquinas”.
El 15 de octubre presentaron "Extraño". los muchachos juegan con el significado de “Extraño” como adjetivo calificativo y como verbo conjugado. Por un año y medio, pen pandemia, tuvimos que arreglarnos con lo que teníamos a mano. 
Esa “limitación”, al mismo tiempo, se convirtió en una oportunidad: empezamos a valorar lo que nos rodea. Redescubrimos lo importante y auténtico que son las cosas más cercanas y cotidianas” según reza el comunicado del grupo.

## Estilo
Las composiciones de Andando Descalzo se inscriben en el rock nacional argentino y son fusionadas con reggae, ska, cumbia y ritmos rioplatenses, logrando un estilo propio. El recorrido por los diferentes materiales editados da cuenta de un proceso de crecimiento evidenciado en la presencia de nuevos ritmos y arreglos de mayor complejidad. Su amplitud musical, así como la capacidad de generar diferentes climas, son parte de la singularidad de la banda.

Sus letras se caracterizan por utilizar una retórica directa, despojada de ornamentos, que permite entrever nudos existenciales en imágenes cotidianas. Este carácter les ha dado un lugar en la bandera de la hinchada de Nueva Chicago, en la que se lee el estribillo del tema Impulso: No es un paso atrás, sólo estoy tomando impulso. Asimismo se reitera un marcado contenido social, mostrando una posición clara frente a las problemáticas de época más relevantes.

## Miembros estables
Juan Ignacio "Juani" Rodríguez – voz

Maximiliano "Massi" Suppa – percusión y coros

Pablo "Bocha" Otero – teclados

Carlos "Negro" Quinteros – batería

Ariel Paladino – guitarra y coros

Alito Spina – bajo

## Discografía
| Disco             | Año  | Producción                               | Estudio de grabación                                                            | Grabación y masterización                                  |
| ----------------- | ---- | ---------------------------------------- | ------------------------------------------------------------------------------- | ---------------------------------------------------------- |
| Andando Descalzo  | 2002 | Goy Ogalde y Lucas Villafañe             | El Cangrejo                                                                     | Demian Chorovics                                           |
| Mil Destinos      | 2004 | Goy Ogalde, Lucas Villafañe y Diego Aput | Panda y El Cangrejo                                                             | Goy Ogalde, Lucas Villafañe, Diego Aput y Demian Chorovics |
| Diez años y Vivo  | 2006 | Andando Descalzo                         | Estudio Móvil Virtuality y Teodoro                                              | Giuliano Abalsamo y Germán Alperowicz                      |
| Hasta Encontrar   | 2007 | Sebastian Perkal                         | El Pie (bases), Robledo (guitarras), Teodoro (voces y overdubs)                 | Sebastián Perkal                                           |
| La Quinta Armonía | 2010 | El Chávez y Andando Descalzo             | Del Abasto al Pasto y Teodoro                                                   | Claudio Romandini                                          |
| Ventanas          | 2013 | Alejandro Vázquez y Andando Descalzo     | Circo Beat y Estudio Teodoro                                                    | Alejandro Vázquez                                          |
| 20 años andando   | 2016 | German Alperowicz                        | Estudio Móvil Virtuality y Teodoro                                              | Giuliano Abalsamo y Germán Alperowicz                      |
| Media vida        | 2018 | Pepe Céspedes y Juan Bruno               | El Pie (bases), Teodoro y Frontera (overdubs), La Poda (vientos) y Mama’s House | Eduardo Pereyra, Juan Bruno y Adrian Meli                  |
| Extraño           | 2021 | Pepe Céspedes y Juan Bruno               | El Pie (bases), Teodoro y Frontera (overdubs), La Poda (vientos) y Mama’s House | Eduardo Pereyra, Juan Bruno y Adrian Meli                  |
| Paradójico        | 2024 | Pablo Otero                              |                                                                                 |                                                            |

### Participación en compilados
| Disco                | Año  | Tema                | Edición (Sello) |
| -------------------- | ---- | ------------------- | --------------- |
| Echte Übersee Vol.2  | 2003 | Sentí Corazón       | Übersee         |
| Mundo Mestizo        | 2004 | No Más              |                 |
| Übersee vs. Europe   | 2006 | Polietileno         | Übersee Records |
| Echte Übersee Vol.3  | 2008 | Arremangado en vivo | Übersee Records |
| La de Dios Vol.2     | 2009 | Veo Música          |                 |
| Reggaes Redondos     | 2010 | Semen up            | UMI             |
| Echte Übersee Vol. 6 | 2012 | Cuando llueve       | Übersee Records |

## Videografía
| Video           | Año  | Producción       | Dirección         |
| --------------- | ---- | ---------------- | ----------------- |
| No más          | 2001 | Andando Descalzo | Luciano Puchensky |
| Polietileno     | 2004 | Andando Descalzo | Francis Strada    |
| Ilógico         | 2008 | Andando Descalzo | Juan Riggirozzi   |
| La Pipa         | 2010 | Andando Descalzo | Juan Riggirozzi   |
| Lejos de vos    | 2013 | Andando Descalzo | Juan Riggirozzi   |
| Cansada         | 2013 | Andando Descalzo | Pierre Vignaud    |
| Ventanas        | 2014 | Andando Descalzo | Pierre Vignaud    |
| Andar (En vivo) | 2015 | Andando Descalzo | Marcelo Dolinsky  |
| El camino       | 2018 | Andando Descalzo | Marcelo Dolinsky  |
| Media vida      | 2018 | Andando Descalzo |                   |
| Faro            | 2019 | Andando Descalzo | Iván Wolovik      |
| Se fue          | 2020 | Andando Descalzo | Marcelo Dolinsky  |
| Vas a ver       | 2021 | Carlos Quinteros | Augusto De Antoni |